# Ototylomys
Ototylomys és un gènere de rosegadors de la família dels cricètids. Les dues espècies d'aquest grup són oriündes de Centreamèrica (Belize, Costa Rica, El Salvador, Guatemala, Hondures, Mèxic i Nicaragua). Aquest gènere fou considerat monotípic entre el 1969 i el 2017, quan se'n descrigué una segona espècie. És un parent proper de Tylomys.